# كولاب
كولاب هي مدينة، في طاجيكستان، تتبع محافظة خاتلون، هي عاصمة ناحية كولاب ‏، وKulab Region ‏، بلغ عدد سكانها 23,455  نسمة في 1959، رمزها البريدي هو 735140.

## المناخ
يظهر الجدول التالي التغييرات المناخية على مدار السنة لكولاب:
| البيانات المناخية لـكولاب                                                                               | البيانات المناخية لـكولاب | البيانات المناخية لـكولاب | البيانات المناخية لـكولاب | البيانات المناخية لـكولاب | البيانات المناخية لـكولاب | البيانات المناخية لـكولاب | البيانات المناخية لـكولاب | البيانات المناخية لـكولاب | البيانات المناخية لـكولاب | البيانات المناخية لـكولاب | البيانات المناخية لـكولاب | البيانات المناخية لـكولاب | البيانات المناخية لـكولاب |
| الشهر                                                                                                   | يناير                     | فبراير                    | مارس                      | أبريل                     | مايو                      | يونيو                     | يوليو                     | أغسطس                     | سبتمبر                    | أكتوبر                    | نوفمبر                    | ديسمبر                    | المعدل السنوي             |
| --- | ------------------------- | ------------------------- | ------------------------- | ------------------------- | ------------------------- | ------------------------- | ------------------------- | ------------------------- | ------------------------- | ------------------------- | ------------------------- | ------------------------- | ------------------------- |
| المتوسط اليومي °م (°ف)                                                                                  | 2.2 (36.0)                | 4.8 (40.6)                | 10.4 (50.7)               | 16.9 (62.4)               | 21.2 (70.2)               | 26.0 (78.8)               | 28.3 (82.9)               | 26.6 (79.9)               | 21.8 (71.2)               | 16.2 (61.2)               | 10.0 (50.0)               | 5.0 (41.0)                | 15.8 (60.4)               |
| الهطول مم (إنش)                                                                                         | 53.8 (2.12)               | 64.6 (2.54)               | 94.2 (3.71)               | 82.5 (3.25)               | 59.0 (2.32)               | 6.1 (0.24)                | 3.7 (0.15)                | 0.5 (0.02)                | 1.3 (0.05)                | 24.0 (0.94)               | 33.9 (1.33)               | 44.8 (1.76)               | 468.4 (18.44)             |
| متوسط أيام هطول الأمطار (≥ 0.1 mm)                                                                      | 7.7                       | 9.2                       | 12.3                      | 11.8                      | 9.6                       | 2.6                       | 1.1                       | 0.0                       | 0.7                       | 4.2                       | 5.7                       | 7.9                       | 72.8                      |
| متوسط الرطوبة النسبية (%)                                                                               | 75.5                      | 72.2                      | 68.0                      | 63.6                      | 55.0                      | 39.1                      | 34.0                      | 35.1                      | 38.4                      | 49.4                      | 62.4                      | 71.8                      | 55.4                      |
| المصدر: "The Climate of Kulob". Weatherbase. مؤرشف من الأصل في 2020-03-28. اطلع عليه بتاريخ 2014-08-02. |                           |                           |                           |                           |                           |                           |                           |                           |                           |                           |                           |                           |                           |

## أعلام
- منيجه دولت
- ابن شهاب الهمداني
- شبنم ثريا